# Великі Поляни
Великі Поля́ни (рос. Большие Поляны, ерз. Большие Поляны) — село у складі Ардатовського району Мордовії, Росія. Входить до складу Рідкодубського сільського поселення.

## Населення
Населення — 214 осіб (2010; 244 у 2002).
Національний склад (станом на 2002 рік):
- росіяни — 96 %